# Nothrus anauniensis
Nothrus anauniensis is een mijtensoort uit de familie van de Nothridae. De wetenschappelijke naam van de soort is voor het eerst geldig gepubliceerd in 1876 door Canestrini & Fanzago.